# Tayshaun Prince
Tayshaun Durell Prince (Compton, California, 28 de febrero de 1980) es un exjugador de baloncesto estadounidense que disputó 15 temporadas en la NBA. Con 2,06 metros de altura, jugaba en la posición de alero.
En 2017 ejerció las funciones de asistente del General Manager de los Memphis Grizzlies y desde 2019 es vicepresidente.

## Trayectoria deportiva

### Universidad
Tras graduarse en el Instituto Domínguez Prince jugó cuatro años con los Wildcats de la Universidad de Kentucky, promediando 13,1 puntos por partido y 5,6 rebotes. Con él, los Wildcats tuvieron un balance de 97-39, y avanzaron a la fase final de la NCAA en cada temporada. Prince ganó el SEC Jugador del Año en su segunda temporada (2000-2001) y Kentucky ganó el Torneo SEC en 1999 y 2001, siendo nombrado Prince el MVP del torneo en 2001. 
Prince tuvo partidos muy notables, como en la victoria por 79-59 ante North Carolina donde su números fueron 31 puntos, 11 rebotes, 4 asistencias y 4 robos de balón. Anotó los 15 primeros puntos de su equipo, todos ellos desde la línea de tres puntos (5 consecutivos). El base de Kentucky Keith Bogans comparó su actuación con la de Michael Jordan ante Portland Trail Blazers en las Finales de 1992. En la victoria por 87-82 ante Tulsa, anotó su récord personal, 41 puntos, junto con 9 rebotes, 4 asistencias y 3 tapones.

### NBA
En su primera temporada, bajo la tutela del entrenador Rick Carlisle, Prince disfrutó de pocos minutos de juego, apareciendo en 42 partidos en toda la temporada. Sin embargo, en la serie de playoffs ante Orlando Magic se produjo la explosión de Prince, rayando un nivel grandísimo, tanto en la defensa a Tracy McGrady como en ataque, anotando en el séptimo y definitivo partido 20 puntos en 24 minutos. En la segunda ronda ante Philadelphia 76ers, Prince continuó con su memorable exhibición, anotando un gancho en los momentos finales del segundo encuentro y forzando la prórroga. En la siguiente ronda, serían eliminados por New Jersey Nets. 
Tras los playoffs, Carlisle fue despedido y Larry Brown le reemplazó. Con Brown, el alero zurdo Prince se convirtió en el alero titular del equipo y aumentó sus promedios, pasando de 3,3 puntos por partido en su primer año a 10,3 en su segundo. Esa temporada fue incluido en el equipo de sophomores del All-Star.
En los playoffs de 2004, Prince realizó probablemente su jugada más famosa. En el minuto final del segundo partido de la final de la Conferencia Este ante Indiana Pacers, Prince recorrió toda la pista velozmente para taponar una bandeja de Reggie Miller. Tras ello, la victoria fue para los Pistons, además de la serie y el campeonato. El tapón fue repetido numerosas veces por ESPN en varios programas deportivos y vídeos de la NBA. En las Finales de ese año, Prince dio una nueva exhibición en la defensa a la estrella Kobe Bryant, siendo uno de los puntos clave en la consecución del anillo de 2004.
En la siguiente temporada, su tercera, promedió 14,7 puntos por partido, 5,3 rebotes y 3 asistencias, además de ser incluido en el segundo mejor quinteto defensivo de la temporada. Los Pistons llegaron de nuevo a las Finales, perdiéndolas esta vez ante San Antonio Spurs. 
En octubre de 2005 renovó con los Pistons por 5 años a razón de 49 millones de dólares. En la temporada 2005-06, sus números se mantuvieron, con 14,1 puntos por partido y 4,2 rebotes. En playoffs, fueron eliminados por Miami Heat en las Finales de Conferencia.
En la temporada 2011-12 renovó su contrato con la franquicia durante cuatro temporadas más.
En la temporada 2012-13 recala en los Memphis Grizzlies, después de 11 temporadas en Detroit. Fue un cambio a tres bandas en los que estaban involucrados José Manuel Calderón, que fichó por Detroit, y Rudy Gay, por los Toronto Raptors.
Durante su tercera temporada em Memphis, en enero de 2015 es traspasado junto a Austin Rivers a los Boston Celtics en un traspaso a 3 bandas. El 19 de febrero de 2015, tras 9 encuentros con los Celtics, fue traspasado a los Pistons, a cambio de Luigi Datome y Jonas Jerebko.
El 20 de agosto de 2015 firma por una temporada con Minnesota Timberwolves. Disputó 77 encuentros, en la que sería su última temporada como profesional.

### Ejecutivo
El 15 de agosto de 2017, Prince se une a la directiva de los Memphis Grizzlies como asistente del general manager. El 27 de abril de 2019, se convierte en vicepresidente de asuntos baloncestísticos.

## Estadísticas

### Temporada regular
| Año     | Equipo    | PJ   | PT  | MPP  | %TC  | %3P  | %TL  | RPP | APP | ROB | TPP | PPP  |
| ------- | --------- | ---- | --- | ---- | ---- | ---- | ---- | --- | --- | --- | --- | ---- |
| 2002-03 | Detroit   | 42   | 5   | 10.4 | .449 | .426 | .647 | 1.1 | .6  | .2  | .3  | 3.3  |
| 2003-04 | Detroit   | 82   | 80  | 32.9 | .467 | .363 | .766 | 4.8 | 2.3 | .8  | .8  | 10.3 |
| 2004-05 | Detroit   | 82   | 82  | 37.1 | .487 | .341 | .807 | 5.3 | 3.0 | .7  | .9  | 14.7 |
| 2005-06 | Detroit   | 82   | 82  | 35.3 | .455 | .350 | .765 | 4.2 | 2.3 | .8  | .5  | 14.1 |
| 2006-07 | Detroit   | 82   | 82  | 36.6 | .460 | .386 | .768 | 5.2 | 2.8 | .6  | .7  | 14.3 |
| 2007-08 | Detroit   | 82   | 82  | 32.9 | .448 | .363 | .768 | 4.9 | 3.3 | .5  | .4  | 13.2 |
| 2008-09 | Detroit   | 82   | 82  | 37.3 | .450 | .397 | .778 | 5.8 | 3.1 | .5  | .6  | 14.2 |
| 2009-10 | Detroit   | 49   | 49  | 34.0 | .486 | .370 | .714 | 5.1 | 3.3 | .7  | .4  | 13.5 |
| 2010-11 | Detroit   | 78   | 78  | 32.8 | .473 | .347 | .702 | 4.2 | 2.8 | .4  | .5  | 14.1 |
| 2011-12 | Detroit   | 63   | 63  | 33.1 | .421 | .356 | .774 | 4.5 | 2.4 | .4  | .5  | 12.7 |
| 2012-13 | Detroit   | 45   | 45  | 32.4 | .444 | .434 | .796 | 4.6 | 2.5 | .5  | .3  | 11.7 |
| 2012-13 | Memphis   | 37   | 36  | 31.7 | .429 | .366 | .595 | 4.2 | 2.3 | .7  | .3  | 8.8  |
| 2013-14 | Memphis   | 76   | 76  | 25.6 | .407 | .290 | .567 | 3.1 | 1.6 | .5  | .3  | 6.0  |
| 2014-15 | Memphis   | 26   | 9   | 24.2 | .410 | .455 | .833 | 3.2 | 1.4 | .3  | .2  | 7.3  |
| 2014-15 | Boston    | 9    | 0   | 22.0 | .559 | .625 | .833 | 3.3 | 2.0 | .6  | .2  | 8.4  |
| 2014-15 | Detroit   | 23   | 7   | 24.8 | .431 | .423 | .660 | 4.2 | 1.7 | .7  | .4  | 7.3  |
| 2015-16 | Minnesota | 77   | 44  | 19.0 | .445 | .174 | .684 | 1.9 | .9  | .5  | .2  | 2.9  |
| Total   | Total     | 1017 | 902 | 31.0 | .455 | .367 | .756 | 4.3 | 2.4 | .6  | .5  | 11.1 |

### Playoffs
| Año   | Equipo  | PJ  | PT  | MPP  | %TC  | %3P  | %TL  | RPP | APP | ROB | TPP | PPP  |
| ----- | ------- | --- | --- | ---- | ---- | ---- | ---- | --- | --- | --- | --- | ---- |
| 2003  | Detroit | 15  | 3   | 25.5 | .426 | .292 | .763 | 3.8 | 1.5 | .5  | .9  | 9.4  |
| 2004  | Detroit | 23  | 23  | 34.6 | .410 | .265 | .745 | 6.0 | 2.3 | 1.1 | 1.4 | 9.9  |
| 2005  | Detroit | 25  | 25  | 40.9 | .433 | .367 | .800 | 6.3 | 3.3 | 1.0 | .4  | 13.4 |
| 2006  | Detroit | 18  | 18  | 41.4 | .459 | .457 | .829 | 5.7 | 3.0 | .7  | .8  | 16.4 |
| 2007  | Detroit | 16  | 16  | 41.6 | .415 | .409 | .759 | 6.4 | 3.8 | .9  | .3  | 14.1 |
| 2008  | Detroit | 17  | 17  | 39.5 | .481 | .320 | .794 | 5.5 | 3.2 | .8  | .5  | 13.8 |
| 2009  | Detroit | 4   | 4   | 32.3 | .259 | .200 | .000 | 3.5 | 1.3 | .2  | .0  | 3.8  |
| 2013  | Memphis | 15  | 15  | 30.3 | .355 | .263 | .609 | 3.8 | 1.9 | .5  | .3  | 7.0  |
| 2014  | Memphis | 7   | 6   | 16.1 | .385 | .250 | .000 | 1.4 | .9  | .1  | .0  | 3.0  |
| Total | Total   | 140 | 127 | 35.6 | .427 | .343 | .774 | 5.2 | 2.6 | .8  | .6  | 11.4 |

## Vida personal
El 11 de abril de 2005, Prince se casó con su novia de toda la vida Farrah Brown, en Fiyi. El coste de la boda estuvo estimado en 300.000 dólares. El 2 de octubre de 2006 tuvieron su primer hijo.